# 矢ケ﨑典隆
矢ケ﨑 典隆（やがさき のりたか、1952年 - ）は、日本の地理学者。東京学芸大学名誉教授。日本大学文理学部地理学科教授。地誌学を専門とし、アメリカ合衆国など北アメリカにおける農業地域の形成と変容をおもな研究主題としている。
姓については、矢ヶ﨑、矢ケ崎などの表記がなされる場合がある。

## 経歴
石川県生まれ。
1975年東京教育大学理学部地学科地理学専攻卒業。その後、渡米しカリフォルニア大学バークレー校地理学研究科に学び、1978年にM.A.、1982年にPh.D.の学位を取得。
1983年6月に筑波大学地球科学系講師、1987年に横浜国立大学教育学部助教授に就任。1998年に東京学芸大学教育学部助教授に転じ、その後、教授に昇任。
2012年から2014年にかけて日本地理学会会長、2016年から2018年にかけて地理空間学会会長を務めたほか、地理学関係の学協会等の役員を歴任、2018年からは日本大学地理学会会長を務める。

## 著書

### 単著
- 『移民農業　カリフォルニアの日本人移民社会』古今書院、1993年
- 『食と農のアメリカ地誌』東京学芸大学出版会、2010年
- 『カリフォルニアの日系移民と灌漑フロンティア サンホアキンバレーにおける農業地域と多民族社会の形成』学文社, 2022.3

### 共編著
- Japan : geographical perspectives on an island nation 3rd ed., Teikoku-Shoin, 1997
- 『アメリカ』（世界地誌シリーズ）、朝倉書店、2011年
- 『ノルデステ ブラジル北東部の風土と土地利用』斎藤功,松本栄次共編著. 大明堂, 1999.2
- 『アメリカ大平原 食糧基地の形成と持続性』 (日本地理学会『海外地域研究叢書』）斎藤功,菅野峰明共編著. 古今書院, 2003.3
- 『地誌学概論』 (地理学基礎シリーズ) 加賀美雅弘,古田悦造共編著. 朝倉書店, 2007.4
- 『世界の国々を調べる』 (東京学芸大学地理学会シリーズ) 椿真智子共編. 古今書院, 2007.7
- 『くわしい地理 中学1・2年 新訂』 (シグマベスト) 編著. 文英堂, 2016.3
- 『シリーズ地誌トピックス』朝倉書店、2018

1　グローバリゼーション 縮小する世界』山下清海, 加賀美雅弘共編　
2　ローカリゼーション 地域へのこだわり』菊地俊夫,丸山浩明共編
3　サステイナビリティ 地球と人類の課題』森島済,横山智共編
- 『移民社会アメリカの記憶と継承―移民博物館で読み解く世界の博物館アメリカ―』（編）学文社、2018年

### 翻訳
- 『アメリカ合衆国 2』（図説大百科世界の地理 2）、朝倉書店、1997年

その他、教育教材、学習参考書等の共編、監修などがある。